# Raster
O raster, matricial, ou bitmap (que significa mapa de bits em inglês) é um formato de imagem que contêm a descrição de cada pixel de forma sequencial/forma contínua sendo assim salvo como uma matriz (processo inverso da vetorização).

Exemplo ampliado de um bitmap em comparação a um gráfico vetorial.

O tratamento de imagens deste tipo requer ferramentas especializadas, geralmente utilizadas em fotografia, pois envolvem cálculos muito complexos, como interpolação, álgebra matricial, etc.
Este formato pode ser monocromático, escala de cinza, ou colorido, onde os pixels são salvos no padrão de cor RGB(do inglês Red, Green, Blue), que usa três números inteiros para indicar as cores: vermelho, verde e, azul. Também pode ser salvo usando o padrão de cor RGBA; quando o formato possui transparência (sendo A o nível de alfa de cada pixel). Para mídias impressas as imagens bitmap ou raster utilizam o modo de cor CMYK (Ciano, Magenta, Amarelo e Preto).

## Necessidade de compactação

Imagem bitmap ampliada, mostrando os percentuais de cores primárias em cada pixel.

A cada ponto da imagem exibida na tela ou papel corresponde um pixel desta grade, de forma que a maioria das imagens requer um número muito grande de pixels para ser representada completamente. Por exemplo, uma imagem comum de 800 pixels de largura por 600 de altura necessita de 3 bytes para representar cada pixel (um para cada cor primária RGB) e mais 54 bytes de cabeçalho. Isso totaliza 1.440.054 bytes. Embora a representação de imagens na memória RAM seja feita geralmente em bitmaps, quando se fala em um grande número de imagens armazenadas em discos magnéticos e transmissão de dados via redes surge a necessidade de compressão desses arquivos, para reduzir o espaço ocupado e o tempo de transmissão.
A compactação de dados pode ser com perda ou sem perda. Os principais formatos adotados para a compressão de dados na internet são o Compuserve GIF, o JFIF(conhecido por JPEG), e o mais atual e livre o PNG.